# Savanna Samson
Savanna Samson (Rochester, 14 de outubro de 1967) cujo nome real é Natalie Oliveros, é uma atriz estadunidense de filmes pornográficos.

## Biografia
Como sonhava em ser bailarina, aceitou um emprego de dançarina num clube de striptease chamado Scores, a fim de ganhar algum dinheiro. Deste modo, sua atuação num filme pornô não foi um passo grande, e que se realizou quando escreveu uma carta a Rocco Siffredi, um dos grandes astros do pornô europeu, pedindo para trabalhar com ele. Já na carreira de atriz, atuou em cerca de 25 filmes de sexo explícito, sendo duas vezes vencedora do prêmio Adult Video News de melhor atriz; seu trabalho com a a atriz Jenna Jameson em The New Devil em Miss Jones, uma regravação do clássico do cinema pornô, venceu o prêmio de 2005 de melhor cena de sexo só de mulheres.
Natalie Oliveros foi casada de 1999 até 2004 e tem um filho, e diz que seu marido era de "uma raça muito estranha" que apoiava sua carreira no cinema pornô. De acordo com entrevista concedida a Warren St. John, do The New York Times, em fevereiro de 2006, ela tem feito cerca de seis filmes de sexo explícito anualmente, e chega a ganhar entre US$ 20 000 a US$ 100 000 por filme (o que em fevereiro de 2006 equivaleria no Brasil a algo entre R$ 42 000 e R$ 210 000), dependendo das vendas.
A partir de 2006 passou a trabalhar no ramo de vinhos. No ramo dos vinhos Natalie disse que o sucesso ou fracasso de seus vinhos dependerá da recepção dos distribuidores e críticos, que a princípio foi bastante positiva. As duas versões de seus vinhos deverão se chamar "Sogno Uno" e "Sogno Due".

## Filmografia Selecionada
- Rocco Meats an American Angel in Paris (2000)
- Girl Of My Dreams (2002, Vivid)
- The Good Time Girl (2003, Vivid)
- Long Story Short (2003, Vivid)
- Savanna Takes Control (2003, Vivid)
- Savanna Scores (2003, Vivid)
- Looking In (2003, Vivid)
- Red, White, & Blonde (2003, Vivid)
- Scene Study (2004, Vivid)
- Adore (2004, Vivid)
- Tera, Tera, Tera (2004, Vivid) com Tera Patrick
- The Masseuse (2004, Vivid) com Jenna Jameson
- Kiss Me Stupid (2005, Vivid)
- Savanna Superstar (2005, Vivid)
- The New Devil in Miss Jones (2005, Vivid) com Jenna Jameson
- Love Letters (2005, Vivid)

## Prêmios e Indicações

### AVN (Adult Video News)
- 2006 - Melhor Atriz - Filme - The New Devil in Miss Jones
- 2006 - Melhor Cena de Lesbinismo - Filme - The New Devil in Miss Jones (ao lado de Jenna Jameson)
- 2005 - Melhor Cena de Lesbianismo - Filme - The Masseuse (ao lado de Jenna Jameson)
- 2005 - Melhor Cena de Sexo Grupal - Filme - Dual Identity (ao lado de Katsumi e Alec Metro)
- 2004 - Melhor Cena de Sexo Grupal - Filme - Looking In (ao lado de Dru Berrymore, AnneMarie, Taylor St. Claire, Dale DaBone, Mickey G.)

### XRCO (X-Rated Critics Organization)
- 2005 - Melhor Atriz - The New Devil In Miss Jones
- 2004 - Indicada - Performance Feminina do Ano
- 2004 - Indicada - Melhor Cena Lesbianismo - The Masseuse - (ao lado de Jenna Jameson)
- 2003 - Indicada - Categoria Melhor Atriz - Looking In

### Outros
- 2005 - Venus (Eroticline Award) - Melhor Revelação Americana